# Peperoni ripieni e pesci in faccia
Peperoni ripieni e pesci in faccia è un film del 2004, diretto da Lina Wertmüller.

## Trama
Maria e Jeffrey sono sposati da molti anni ma sono arrivati ad un punto di crisi quasi irreparabile. Maria cerca comunque una riconciliazione almeno per festeggiare il compleanno di nonna Assunta.

## Distribuzione
Il film è uscito nelle sale nel 2006, due anni dopo la sua realizzazione, incassando in tutta Italia appena 4 000 euro, rivelandosi quindi un fiasco totale nonostante la presenza di Sophia Loren (che aveva proposto inizialmente il titolo La terrazza dei gerani). 